# Artiom Zagidulin
Artiom Zagidulin, ryska: Артём Загидулин, född 8 december 1995, är en rysk professionell ishockeymålvakt som spelar för Calgary Flames i National Hockey League (NHL). Han har tidigare spelat för Metallurg Magnitogorsk och HC Red Star Kunlun i Kontinental Hockey League (KHL); Stockton Heat i American Hockey League (AHL); Juzjnyj Ural Orsk och Zauralje Kurgan i Vyssjaja chokkejnaja liga (VHL) samt Stalnye Lisy Magnitogorsk i Molodjozjnaja chokkejnaja liga (MHL).
Zagidulin blev aldrig NHL-draftad.